# Agesípolis I
Agesípolis I (Agesipolis, Ἀγησίπολις)fou rei d'Esparta, el 22è rei agíade. Va succeir al seu pare Pausànias el 394 aC quan encara era menor d'edat i va regnar 14 anys.
Durant la seva minoria fou posat sota custòdia de Aristodemos. En aquells moments, per la intervenció del sàtrapa persa de Sardes, Titraustes, s'havia format una lliga contra Esparta a la que van entrar Tebes, Atenes, Corint i Argos. Això havia fet necessari cridar al seu col·lega Agesilau II que era a l'Àsia i que va tornar el 394 aC. Aquell mateix any Agesípolis, i de fet el seu tutor Aristodemos, van envair territori corinti i van guanyar la batalla de Nemea, un rierol al sud de Corint.
El 390 aC Agesípolis va arribar a la majoria i li fou confiat el comandament de l'exèrcit que s'havia d'enviar a l'Argòlida. Va obtenir el consentiment dels déus de l'Olimp i del santuari de Delfos, i, rebutjant les reclamacions d'Argos sobre una treva religiosa, va assolar el país, però l'expedició no va aconseguir un establiment permanent i no va servir de res més que per saquejar.
El 387 aC els espartans van encapçalar l'oposició a l'hegemonia de Mantinea a la lliga Arcàdia, el que va portar a la guerra. El 385 aC l'exèrcit espartà dirigit per Agesípolis (per renúncia del rei Agesilau II), va ocupar Mantinea; els espartans foren ajudats pels tebans i Epaminondes va estar lluitant junt amb la gent de Mantinea, i va estar a punt de morir. La ciutat fou ocupada després que el desviament del riu Ofis va provocar l'ensorrament de part de les muralles. Mantinea es va rendir i els seus habitants foren dispersats en quatre ciutats més petites; els líders democràtics es van haver d'exiliar.
El 382 aC va arribar una ambaixada de les ciutats d'Acantos i d'Apol·lònia demanant ajut contra Olint que les volia fer ingressar a la confederació Calcídica. Olint s'havia apoderat de les ciutats a l'oest del riu Estrímon i fins i tot de Pella a Macedònia i volia imposar la seva hegemonia regional. Els espartans van enviar contra Olint al general Fèbides, que es va aturar de camí per ocupar Tebes on va instal·lar al partit aristocràtic. Una segona expedició sota comandament de Telèuties (Germà d'Agesilau II) el 381 aC va acabar amb la mort del cap espartà en un combat no lluny d'Olint. Llavors Agesípolis va agafar personalment el comandament i va iniciar la campanya la primavera del 380 aC. Va ocupar Torone per assalt però en mig de la campanya li van agafar unes febres que li van causar la mort en set dies, quan era a Afitis (Aphytis) a la península de Pallene. El seu cos fou cobert de mel i enviat a Esparta per ser enterrat. El seu Col·lega Agesilau II va sentir la seva mort, ja que sembla que l'apreciava força. El va succeir el seu germà Cleombrot I.